# Francisco Lanatta
Francisco R. Lanatta Ramírez (Lima, Perú, 1879 – Lima, 1945) abogado y político peruano. Fue presidente del Consejo de Ministros y ministro de Hacienda y Comercio, de enero a abril de 1932, en el gobierno constitucional de Luis Miguel Sánchez Cerro. Fue también diputado y senador.

## Biografía
Estudió en la escuela de Santo Toribio. Luego ingresó en la Universidad Nacional Mayor de San Marcos, donde cursó estudios en la Facultad Derecho y Ciencias Políticas. Se recibió de abogado. Casado con María Antonieta Guilhem.
Partidario del presidente Luis Miguel Sánchez Cerro, se afilió a la Unión Revolucionaria, junto con Luis A. Flores, Carlos Sayán Álvarez y otros. Fue elegido representante por Lima al Congreso Constituyente de 1931 que dio la Constitución Política de 1933.
Al producirse la renuncia de varios miembros del primer gabinete sanchecerrista, entre ellos el presidente del mismo, el doctor Germán Arenas, Lanatta fue convocado para ocupar la cartera de Hacienda y presidir el Consejo de Ministros (28 de enero de 1932). Los nuevos ministros que conformaban su gabinete eran: Elías Lozada Benavente (Fomento), Luis A. Flores (Gobierno), Carlos Sayán Álvarez (Justicia e Instrucción) y Alberto Freundt Rosell (Relaciones Exteriores). Permanecían dos miembros del anterior gabinete: el coronel Manuel E. Rodríguez (Guerra) y Alfredo Benavides Canseco (Marina).
A Lanatta le tocó presidir el gobierno en el período más convulsionado de la historia peruana, desde los días de la guerra con Chile. Los apristas no reconocieron el gobierno legítimo de Sánchez Cerro, pero aun así mantuvieron  a sus representantes en el Congreso Constituyente, desde donde desataron la más extremada oposición. También en distintas regiones del país estallaron brotes revolucionarios. En respuesta, el gobierno implantó la “Ley de Emergencia” y apresó a los 22 representantes apristas (la llamada “célula parlamentaria aprista”), quienes fueron deportados (febrero de 1932). Los partidarios y simpatizantes apristas fueron perseguidos. Un joven aprista, José Melgar Márquez, atentó contra la vida del presidente cuando éste asistía al templo parroquial de Miraflores (6 de marzo de 1932). Sánchez Cerro se salvó de milagro. La represión contra los apristas u otros opositores al régimen se acentuó. Era solo el inicio de lo que sería el después llamado “año de la barbarie”.
El 13 de abril de 1932 Lanatta  se vio precisado a renunciar junto con su gabinete, tras los serios cuestionamientos que se le hicieron. Se adujo que en su portafolio (Hacienda) se habían hecho transacciones ilícitas. También corrió el rumor que se cancelaban cuentas que no eran urgentes, dejando de lado otras más importantes, como el pago de sueldos de los servidores públicos. El mismo día de su dimisión, Lanatta se presentó a la sesión del Congreso Constituyente para pedir que fuera nombrada una comisión investigadora con amplios poderes. Como presidente del gabinete lo reemplazó el doctor Luis A. Flores.
La comisión investigadora del Congreso no halló nada que probara los rumores contra la gestión de Lanatta en el Ministerio de Hacienda. Aun así, Flores propuso que Lanatta debía ser privado de su fuero parlamentario para que enfrentara a la justicia ordinaria. Pero el Congreso aprobó una moción renovando su confianza a Lanatta.
En 1936 Lanatta apoyó la candidatura presidencial de Jorge Prado Ugarteche y postuló a una senaduría por Lima, durante las elecciones de ese año, que fueron anuladas por el dictador Óscar Benavides. Apoyó después a la candidatura de Manuel Prado Ugarteche (hermano de Jorge), que triunfó en 1939.
| Predecesor: Germán Arenas y Loayza | Presidente del Consejo de Ministros del Perú 28 de enero de 1932 a 13 de abril de 1932 | Sucesor: Luis Alberto Flores Medina     |
| Predecesor: José G. Cateriano      | Ministro de Hacienda y Comercio del Perú 28 de enero de 1932 a 13 de abril de 1932     | Sucesor: Ignacio Brandariz López Mujica |